# Estivareilles, Loire
Estivareilles är en kommun i departementet Loire i regionen Auvergne-Rhône-Alpes i centrala Frankrike. Kommunen ligger i kantonen Saint-Bonnet-le-Château som tillhör arrondissementet Montbrison. År 2022 hade Estivareilles 709 invånare.

## Befolkningsutveckling
Antalet invånare i kommunen Estivareilles
| Referens: INSEE |